# Hoya affinis
Hoya affinis är en oleanderväxtart som beskrevs av William Botting Hemsley. Hoya affinis ingår i släktet Hoya och familjen oleanderväxter. Inga underarter finns listade i Catalogue of Life.